# Hof (district)
Districtul Hof este un district rural (germană: Landkreis) din regiunea administrativă Franconia Superioară, landul Bavaria, Germania.

## Orașe și comune
| orașe 1. Helmbrechts (9.454) 2. Lichtenberg (1.154) 3. Münchberg (11.508) 4. Naila (8.410) 5. Rehau (9.991) 6. Schauenstein (2.143) 7. Schwarzenbach a.Wald (5.181) 8. Schwarzenbach a.d.Saale (7.851) 9. Selbitz (4.746) comune (târg) 1. Bad Steben (3.615) 2. Oberkotzau (5.843) 3. Sparneck (1.761) 4. Stammbach (2.599) 5. Zell im Fichtelgebirge (2.281) | comune 1. Berg (2.577) 2. Döhlau (4.170) 3. Feilitzsch (2.894) 4. Gattendorf (1.205) 5. Geroldsgrün (3.148) 6. Issigau (1.162) 7. Köditz (2.734) 8. Konradsreuth (3.552) 9. Leupoldsgrün (1.391) 10. Regnitzlosau (2.615) 11. Töpen (1.225) 12. Trogen (1.627) 13. Weißdorf (1.305) |